# Dasychira pytna
Dasychira pytna är en fjärilsart som beskrevs av Druce 1898. Dasychira pytna ingår i släktet Dasychira och familjen tofsspinnare. Inga underarter finns listade i Catalogue of Life.